# Festival Longueur d'ondes
Le Festival Longueur d’ondes est un festival consacré à la radio et à l'écoute, organisé chaque année depuis 2003, à Brest (Finistère, France).

## Présentation
Fondé par Laurent Le Gall, Aurore Troffigué, Laurent Venneuguès et Hélène Vidaling, le Festival de la radio et de l'écoute Longueur d'ondes (LdO) rassemble des professionnels, des amateurs et des radiophiles œuvrant dans diverses structures(radios publiques, radios associatives, collectifs indépendants, studios et plateformes de podcasts, etc), ainsi que des auditrices et auditeurs.
Au programme éclectique du festival : des séances d’écoute, des ateliers, des émissions, des rencontres, des tables rondes, des pièces et performances sonores en tout genre.
Anne Claire Lainé assure sa coordination générale depuis 2012.

### L’association Longueur d’ondes
À l’origine, Aurore Troffigué, Hélène Vidaling, Laurent Venneuguès et Laurent Le Gall, artisanes et artisans d’expressions sonores et fervents auditeurs et auditrices du média radio, ont l’ambition de créer un festival inédit dédié à la radiophonie. Ces quatre amis créent alors l’association Longueur d’ondes en 2002 dans l’objectif de porter leur projet. Un an plus tard, la première édition est lancée à Brest.

### Éditions annuelles
Pour mettre à l’honneur le foisonnement radiophonique et sonore francophone, la manifestation a commencé par se tenir annuellement sur trois jours, elle s'étend aujourd'hui sur cinq jours.
La première édition du festival Longueur d’ondes s’est tenue les 28, 29 et 30 novembre 2003 à Brest.
L’édition 2021, initialement prévue du 3 au 7 février a été annulée du fait du contexte sanitaire lié à l’épidémie de Covid 19. La 18e édition a en fait eu lieu du 26 au 30 janvier en 2022. 
Le festival LDO fête son 20e anniversaire de programmation du 7 au 11 février 2024. 

### Prix décernés
Depuis 2007, le Prix Longueur d’ondes de la création documentaire récompense chaque année « des personnes qui œuvrent, par la qualité formelle de leur production, l’acuité de leur point de vue et une démarche narrative originale, à la valorisation de l’expression documentaire », dans 2 catégories :
- catégorie Grandes ondes,

- catégorie Petites ondes.

### Lieux du festival
Différents lieux de culture et de savoirs de la ville de Brest accueillent ou ont accueilli les festivités:
- le Quartz - Scène nationale de Brest[15] (lieu principal de l'événement aujourd’hui)[16],
- le Musée des Beaux-Arts[17],
- l’École Européenne Supérieure d’Art de Bretagne,
- le Conservatoire de Musique, de Danse et d’Art Dramatique,
- l’Université de Bretagne Occidentale - La Faculté Victor-Segalen,
- le Cinéma le Mac Orlan[18],
- le Cinéma Les Studios,
- la Passerelle, centre d’art contemporain[19],
- le Musée de la Marine,
- le Cabaret Vauban,
- les Ateliers des Capucins[20],
- la Carène, salle des musiques actuelles,
- l'Océanopolis - Centre National de Culture Scientifique,
- la Maison de l’international,
- la Maison du Théâtre,
- la Cinémathèque de Bretagne,
- le réseau de bibliothèques municipales,
- (...)[21]